# Милингтон (Мичиген)
Милингтон (енгл. Millington) град је у америчкој савезној држави Мичиген.

## Демографија
По попису из 2010. године број становника је 1.072, што је 65 (-5,7%) становника мање него 2000. године.
| Група             | 2000.         | 2010.         |
| Белци             | 1.119 (98,4%) | 1.004 (93,7%) |
| Афроамериканци    | 4 (0,4%)      | 16 (1,5%)     |
| Азијати           | 1 (0,1%)      | 6 (0,6%)      |
| Хиспаноамериканци | 6 (0,5%)      | 27 (2,5%)     |
| Укупно            | 1.137         | 1.072         |